# Victoria Lepădatu
Victoria Lepădatu (* 12. Juni 1971 in Vorniceni) ist eine ehemalige rumänische Ruderin.

## Biografie
Victoria Lepădatu belegte bei den Olympischen Sommerspielen 1992 in Barcelona den fünften Platz in der Regatta im Vierer ohne Steuerfrau. Des Weiteren gehörte sie in Barcelona zur rumänischen Crew, die in der Achter-Regatta die Silbermedaille gewann.